# كشمش مشرقي

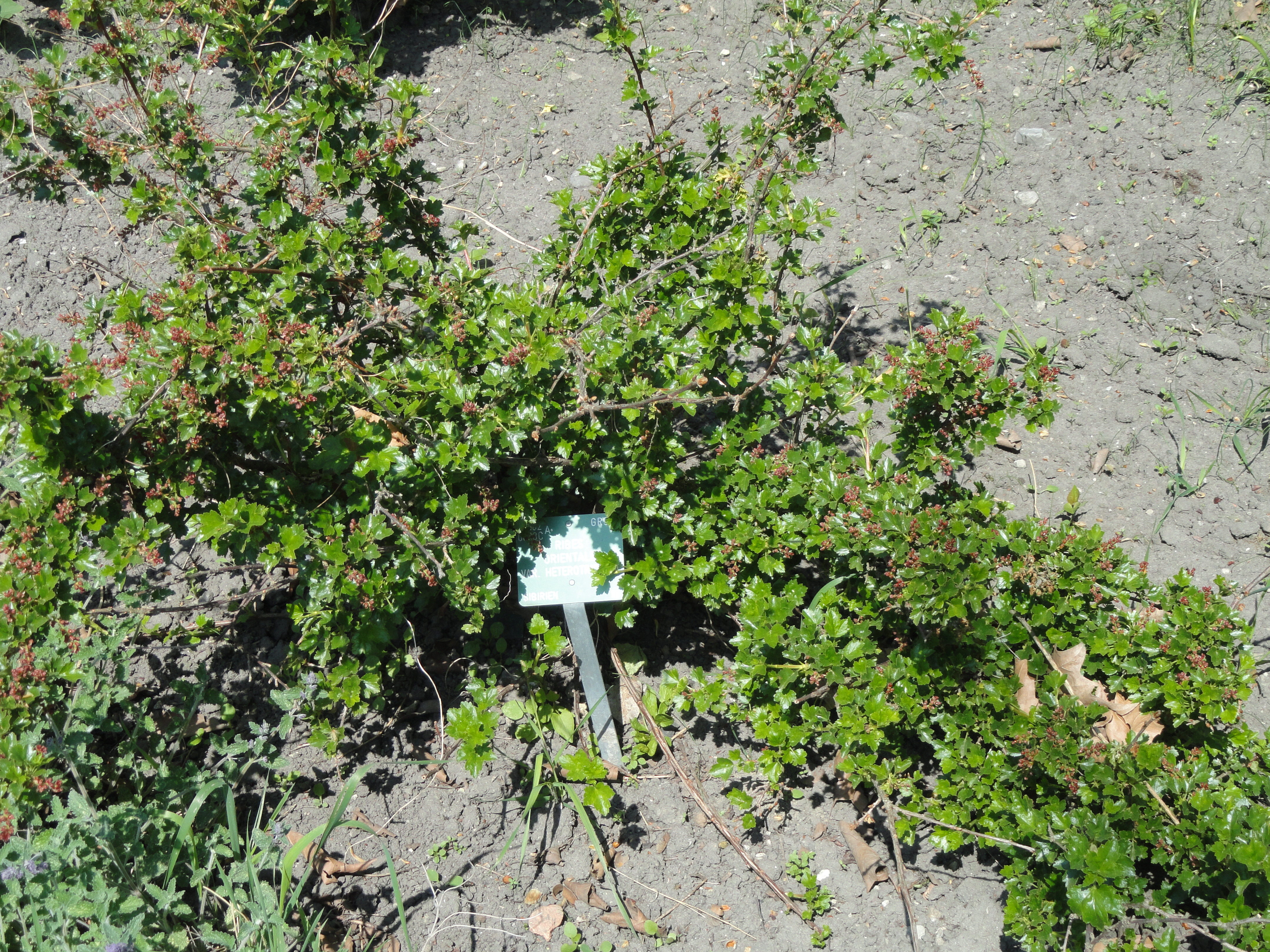
شجيرة الكشمش المشرقي

الكِشْمِش المشرقي  (باللاتينية: Ribes orientale) هو أحد أنواع الكشمش، أو الريباس، الواطنة في الوطن العربي. وهو نبات معمر من جنس الكشمش ينمو حتى يصل إلى ارتفاع 1-2 متر. له ثمار صغيرة تنضج في الخريف تعتبر من الفواكه الحلوة جدا والحادة في الذوق وإن كان ينصح بإستهلاكه بكميات معتدلة لأن ثماره ملينة. وينتشر في عموم بلاد الشام حيث يعرف بالكشمش فقط، وكذلك له امتداد طبيعي في آسيا الصغرى واليونان. 